# Skälderhus
Skälderhus är en småort i Munka-Ljungby socken i Ängelholms kommun i Skåne län.